# Берлінгтон (Оклахома)
Берлінгтон (англ. Burlington) — місто (англ. town) в США, в окрузі Алфалфа штату Оклахома. Населення — 124 особи (2020).

## Географія
Берлінгтон розташований за координатами 36°54′0″ пн. ш. 98°25′24″ зх. д. / 36.90000° пн. ш. 98.42333° зх. д. (36.900137, -98.423421).  За даними Бюро перепису населення США в 2010 році місто мало площу 0,71 км², уся площа — суходіл.

## Демографія
Згідно з переписом 2010 року, у місті мешкали 152 особи в 57 домогосподарствах у складі 43 родин. Густота населення становила 214 особи/км².  Було 69 помешкань (97/км²).
Расовий склад населення:
| - 91,4 % — білих - 0,7 % — корінних американців - 0,7 % — чорних або афроамериканців - 2,6 % — осіб інших рас |

До двох чи більше рас належало 4,6 %. Частка іспаномовних становила 7,9 % від усіх жителів.
За віковим діапазоном населення розподілялося таким чином: 33,6 % — особи молодші 18 років, 47,3 % — особи у віці 18—64 років, 19,1 % — особи у віці 65 років та старші. Медіана віку мешканця становила 36,5 року. На 100 осіб жіночої статі у місті припадало 81,0 чоловіків;  на 100 жінок у віці від 18 років та старших — 71,2 чоловіків також старших 18 років.
Середній дохід на одне домашнє господарство  становив 66 605 доларів США (медіана — 41 563), а середній дохід на одну сім'ю — 78 556 доларів (медіана — 47 813). За межею бідності перебувало 18,8 % осіб, у тому числі 39,2 % дітей у віці до 18 років та 0,0 % осіб у віці 65 років та старших.
Цивільне працевлаштоване населення становило 51 осіб. Основні галузі зайнятості: сільське господарство, лісництво, риболовля — 39,2 %, транспорт — 17,6 %, роздрібна торгівля — 13,7 %, публічна адміністрація — 9,8 %.